# Красовский, Иоанн Иоаннович
Иоанн Иоаннович Красовский (1746—1811) — протоиерей. Отец цензора Александра Красовского и писателя Василия Красовского.

## Биография
Родился 12 (23) февраля 1746 года в селе Писцово Костромской провинции (Нерехтский уезд по более позднему административно-территориальному делению; ныне в составе Ивановской области) в семье священника.
В 1765 году окончил Костромскую духовную семинарию, где был затем преподавателем и префектом (с 1771). 
В 1783 году был перемещён законоучителем в 1-й кадетский корпус в Петербурге, затем был определён к придворной каменноостровской церкви, потом был священником в Новодевичьем монастыре и в то же время законоучителем в воспитательном обществе благородных девиц и в Санкт-Петербургском училище ордена Св. Екатерины. Был духовником и собеседником наследника престола Павла Петровича, с 1806 года — сакелларий церкви Зимнего дворца.
Как член Академии Российской участвовал в составлении этимологического её словаря: им была обработана большая часть первого тома. На него же вместе с Сидоровским была возложена и предварительная редакция словаря. Видное участие принимал Красовский и в составлении «Российской грамматики»; ему же академия поручила сочинить подробный «чертеж классической логики».
Красовский составил ещё «Службу на явление чудотворной иконы Пресв. Богородицы Федоровской» (М., 1777) и два рассуждения «О предельности мира сего» и «О неподложности свидетельства о Христе, находящегося в истории Иосифа Флавия» (в «Новых ежемесячных сочинениях» Академии наук). Перевел много сочинений по богословию и церковной истории, отчасти напечатанных в «Новых ежемесячных сочинениях», отчасти оставшихся неизданными; в их числе: переводы с греческого — «Фмистокловы письма»; «Афиногорово ходатайство за христиан к Марку Аврелию Антонину»; «Епископа Антиохийского Феофила 1-я книга к язычнику Автолику»; переводы с латинского — Три рассуждения из Бингамовых церковных древностей («о праздновании христианской пасхи», «о Пятидесятнице» и «о воскресных и праздничных днях»).
Отдельными изданиями вышли переводы Красовского: А. Калмета — «Еврейский чиновник или рассуждение о придворных и военных чиновниках царей еврейских» (СПб., 1795) и «Еврейский ратник или рассуждение о военном деле древних евреев»,  (СПб., 1795); Д. Кидония —«Любомудрие противу мнимых страхов смерти», (СПб., 1796).
Скончался 5 (17) апреля 1811 года. Похоронен на Лазаревском кладбище Александро-Невской лавры.